# Sannio Greco spumante
Il Sannio Greco spumante è un vino DOC la cui produzione è consentita nella provincia di Benevento.

## Caratteristiche organolettiche
- colore: paglierino più o meno intenso
- odore: caratteristico, gradevole, delicato
- sapore: secco, armonico, tipico, a volte vivace

## Produzione
Provincia, stagione, volume in ettolitri
- nessun dato disponibile